# Michèle Audin
Michèle Audin (1954, Argel) es una matemática, y escritora francesa.
Fue alumna de la Escuela Normal Superior (Sèvres), fue profesora en el Instituto de Investigación Matemática Avanzada (IRMA Archivado el 30 de abril de 2009 en Wayback Machine.) de Estrasburgo entre el 1 de abril de 1987 y el 28 de febrero de 2014. Sus investigaciones se han centrado fundamentalmente en el área de la geometría simpléctica. Fue cooptada por el grupo Oulipo en 2009. Interesada por el grupo Bourbaki, ha publicado la correspondencia (1928-1991) de dos miembros de este colectivo, la de los matemáticos Henri Cartan y André Weil. Ha publicado también un libro dedicado a la matemática rusa Sofia Kovalevskaya.
Es hija del matemático Maurice Audin, muerto en junio de 1957 en Argelia, tras haber sido arrestado y torturado por los paracaidistas del general Massu. El 1 de enero de 2009, Michèle Audin rechazó la Legión de Honor, al haberse negado el presidente de la República, Nicolas Sarkozy, a responder a una carta de su madre relativa a la desaparición de su padre.

## Obra

### Algunas publicaciones
- Géométrie, EDP Sciences, 2005.
- Hamiltonian systems and their integrability, AMS, 2008
- Souvenirs sur Sofia Kovalevskaïa, Calvage y Mounet, 2008.
- Fatou, Julia, Montel, le Grand Prix des sciences mathématiques de 1918, et après, Springer, 2009
- Une histoire de Jacques Feldbau, Société mathématique de France, collection T, 2010.
- Correspondence entre Henri Cartan y André Weil (1928-1991), Documents Mathématiques 6, SMF, 2011 [presentación en línea [PDF]].
- Une vie brève, Gallimard - L’arbalète, 2013, Premio Ève-Delacroix
- Cent vingt et un jours, Gallimard - L’arbalète, 2014
- Mademoiselle Haas, Gallimard - L’arbalète, 2016
- La formule de Stokes, roman, Cassini, 2016 ISBN 9782842252069
- Comme une rivière bleue, Gallimard, coll. « L’arbalète », 2017
- Oublier Clémence, Gallimard, coll. « L’arbalète », 2018 ISBN 978-2072821172